# والتر ستون سكوت
والتر ستون سكوت (17 فبراير 1871 - 29 أكتوبر 1948)، كان صاحب مزاد أمريكي للطوابع البريدية والقطع التاريخية البريدية. وهو ابن تاجر الطوابع جون والتر سكوت.

## نشاطهُ في هواية جمع الطوابع
بدأ والتر سكوت عملهُ في بيع الطوابع البريدية النادرة في مدينة نيويورك خلال عقد التسعينيات من القرن التاسع عشر. وخلال الفترة من عام 1896 إلى عام 1898، جمع كميات كافية من المواد والقرطاسية البريدية لإدارة اثني عشر مزادًا بمفرده.
بعد عام 1900، أصبح والتر سكوت بائع مزاد حر، يعرض خدماته على جميع دور المزادات تقريبًا في مدينة نيويورك. كان بائع مزاد ذائع الصيت، ويُقال إنه "باع عددًا من الطوابع ما يفوق عدد أي محل مزاد آخر".
كان سكوت خبيرًا في الطوابع النادرة، وكثيرًا ما طُلب منهُ تقييم الطوابع النادرة أو تقييم المجموعات قبل بيعها. كان يحظى بتقدير كبير لنزاهته، وقد راجع وقيّم المجموعات في ممتلكات العديد من هواة جمع الطوابع المشهورين. وفي حالة تقييمه وتقديره للمجموعة الضخمة من الطوابع البريدية للمتوفى إي. إتش. آر. جرين، وبعد تقييم المواد، رتب والتر سكوت بيعها من خلال تسعة وعشرين مزادًا، من عام 1942 إلى عام 1946.

## التكريم
ادرج اسم والتر سكوت في قاعة مشاهير الجمعية الأمريكية لهواة طوابع البريد عام 1950.